# Jean-Frédéric Chaillet
Jean-Frédéric Chaillet, né le 9 août 1747 à Neuchâtel et mort le 29 avril 1839 à Neuchâtel, est un botaniste, mycologue et militaire suisse.

## Biographie
Fils de Jean-Fédéric (1709-1778), un ancien officier au service de Sardaigne et conseiller d'État, Jean-Frédéric Chaillet embrasse rapidement une carrière militaire. Il sert au sein du régiment Jenner renommé, en 1783, régiment de Châteauvieux. Il est fait capitaine en 1788 avant de prendre sa retraite en 1791. En 1795, Jean-Frédéric Chaillet rejoint la commission de la Bibliothèque de Neuchâtel.
De retour à Neuchâtel, Jean-Frédéric Chaillet choisit de se consacrer entièrement à la botanique. C'est en parfait autodidacte qu'il se livre, avec passion, à l'étude des plantes. Il entre en contact avec les plus grands botanistes de son temps (Augustin-Pyramus de Candolle, Christiaan Hendrix Persoon et Jean Gaudin) et leur communique ses découvertes. Jean-Frédéric Chaillet voue un intérêt tout particulier à l'étude des cryptogames.  
De son vivant, Jean-Frédéric Chaillet constitue un imposant herbier d'abord légué au Musée d'histoire naturelle de la ville avant de rejoindre les collections de l'Institut de botanique de l'Université de Neuchâtel. Il est aussi l'auteur d'un manuscrit, resté inédit, intitulé : Catalogue des plantes observées dans le canton de Neuchâtel.

## Honneurs
Le botaniste français Augustin-Pyramus de Candolle a nommé une famille de plante d'Amérique du Sud, les Chailletacées, avec comme type le genre Chailletia (aujourd'hui Dichapetalum), en l'honneur de Jean-Frédéric Chaillet.
Cinq espèces de champignons et myxomycètes ont une épithète spécifique l'honorant.
- Thelephora chailletii Pers., aujourd'hui Amylostereum chailletii
- Diaporthe chailletii Nitschke
- Peziza chailletii Pers., aujourd'hui Pyrenopeziza chailletii
- Lepidoderma chailletii Rostaf., aujourd'hui Polyschismium chailletii
- Phragmotrichum chailletii